# Liste de films ayant l'anthropophagie, la nécrophagie et le vampirisme pour thème
Cette liste dresse l'inventaire des films ayant l'anthropophagie, la nécrophagie et le vampirisme pour thème.

## Anthropophagie
- Alice Cans the Cannibals (1925)
- Cannibal Capers (1930)
- Docteur X (1932)
- Cannibal Attack (1954)
- Les Enfants du capitaine Grant (1962)
- Orgie sanglante (1963)
- La Semence de l'homme (1969)
- Porcherie (1969)
- Qu'il était bon mon petit Français (Como Era Gostoso o Meu Francês, 1971)
- Au pays de l'exorcisme (1972)
- Massacre à la tronçonneuse (1974)
- Le Dernier Monde cannibale (1977)
- Emanuelle et les Derniers Cannibales (1977)
- La colline a des yeux (film, 1977)
- La Montagne du dieu cannibale (1978)
- Blue Holocaust (Buio Omega) (1979)
- La Secte des cannibales (1980)
- Demain l'apocalypse (1980)
- Cannibal Holocaust (1980)
- Antropophagus (1980)
- La Terreur des zombies (1980)
- Chasseurs d'hommes (Sexo Canibal, 1980)
- Cannibal Ferox (1981)
- Antropophagus 2 (1981)
- La Guerre du feu (1981)
- Prisonnières de la vallée des dinosaures (1985)
- La Forêt d'émeraude (1985)
- La colline a des yeux 2 (film, 1985)
- Massacre à la tronçonneuse 2  (1987)
- 1988 : Le Sang du châtiment (Rampage)
- Le Cuisinier, le voleur, sa femme et son amant de Peter Greenaway (The cook, the thief, his wife and her lover) (1989)
- Leatherface : Massacre à la tronçonneuse 3 (1990)
- Delicatessen (1991)
- Le Silence des agneaux (The Silence of the Lambs) (1991)
- Les Survivants (Alive) (1993)
- Massacre à la tronçonneuse : La Nouvelle Génération  (1994)
- Cannibal! The Musical (1996)
- Le Radeau de la Méduse (1998)
- Vorace (1999)
- Anthropophagous 2000 (1999)
- Hannibal (2001)
- Kannibal (2001)
- Trouble Every Day (2001)
- Orgie sanglante 2 (2002)
- Dragon rouge (2002)
- Horror Cannibal (Nella terra dei cannibali, 2003)
- Horror Cannibal 2 ou Cannibal World (Mondo Cannibale, 2003)
- Détour mortel (2003)
- Les Bouchers verts (De Grønne slagtere) (2003)
- Nouvelle Cuisine (Gaau ji) (2004)
- 2001 Maniacs (2005)
- La colline a des yeux (film, 2006)
- La colline a des yeux 2 (film, 2007)
- Confession d'un Cannibale (2007)
- Welcome to the jungle (2007)
- Hannibal Lecter : les origines du mal (2007)
- Pandorum (2008)
- Sweeney Todd (2008)
- Frontière(s) (2008)
- Insatiable (2008)
- Affamé (2008)
- La Route (2009)
- Le Livre d'Eli (2010)
- J'ai rencontré le Diable (2010)
- The Colony (2013)
- The Green Inferno (2013)
- Bone Tomahawk (2015)
- Ma Loute (2016)
- Grave (2016)
- The Bad Batch (2016)
- Barbaque (2021)
- Fresh (2022)
- Bones and All (2022)
- Le Cercle des neiges (2023)

## Nécrophagie

### Soleil Vert
Dans le film Soleil vert, de Richard Fleischer, sorti en 1973, l'alimentation du futur sur une planète Terre dévastée par la pollution, constitue le fil conducteur.
L'action du film se déroule en l'an 2022. New York baigne alors dans une étrange lumière jaune, qui a détruit la faune et la flore. Très peu de terres sont encore cultivables et les habitants qui n'ont pas les moyens d'acheter des aliments naturels, à cause de prix exorbitants, mangent un aliment de synthèse, produit par la multinationale Soylent : le soylent green (contraction de « soybean-lentil », soit lentille de soja). Le meurtre d'un des dirigeants de la multinationale amènera à la découverte que ce produit est fabriqué à partir de cadavres humains, alors que, dans le discours officiel, il est censé être fabriqué à partir du plancton, qui a en fait disparu.

## Acteurs et scénaristes

### Acteurs
Quelques acteurs se sont spécialisés dans les rôles de vampires, en tirant une notoriété devenue presque légendaire. C'est notamment les cas de Béla Lugosi et Christopher Lee.